# Cloud Hearts
Cloud Hearts Co., Ltd. (jap. 株式会社ミルパンセ 株式会社クラウドハーツ) – japońskie studio animacji z siedzibą w tokijskiej dzielnicy Suginami, założone 1 czerwca 2021 roku. W maju 2024 roku studio zostało usunięte ze swojej spółki macierzystej i prawdopodobnie zakończyło wówczas działalność. 18 grudnia 2024 roku spółka oficjalnie rozpoczęła postępowanie upadłościowe.

## Produkcje

### Seriale telewizyjne
| Rok  | Tytuł                                   | Reżyser(zy)     | Liczba odcinków | Uwagi                                                                                               | Przypisy |
| ---- | --------------------------------------- | --------------- | --------------- | --------------------------------------------------------------------------------------------------- | -------- |
| 2023 | Hyōken no majutsushi ga sekai wo suberu | Masahiro Takata | 12              | Na podstawie light novel autorstwa Nany Mikoshiby.                                                  | [ 4 ]    |
| 2023 | Seija musō                              | Masato Tamagawa | 12              | Na podstawie light novel autorstwa Broccoli Lion. We współpracy z Yokohama Animation Laboratory.    | [ 5 ]    |
| 2023 | Rail Romanesque 2                       | Michiru Ebira   | 12              | Drugi sezon Rail Momanesque. We współpracy z Yokohama Animation Laboratory.                         | [ 6 ]    |
| 2023 | The New Gate                            | Tamaki Nakatsu  | 12              | Na podstawie light novel autorstwa Shinogi Kazanami. We współpracy z Yokohama Animation Laboratory. | [ 7 ]    |
| 2024 | Cicha piosenka o miłości                | Xin Ya Cai      | 12              | Na podstawie mangi autorstwa Eku Takeshimy.                                                         | [ 8 ]    |